# バイジュ (モンゴル部)
バイジュ（モンゴル語: Baiǰu、? - 1259年?）は、13世紀中期に活躍したモンゴル帝国の将軍。『世界征服者史』『集史』ではバイジュ・ノヤン بايجو نويان Bāyjū Nūyān と呼ばれている。漢語資料では拝住。また『集史』ベスト部族誌、スニト部族誌などによるとバイジュはモンゴル部の一派ベスト（ベスート）氏族に属し、ジェベの同族であるという。

## 経歴

### イラン鎮戍軍の指揮官バイジュ
1228年、トルイ監国時代に皇子オゴデイとの協議によって、イラン方面へチョルマグンを司令とする鎮戍軍（タマ軍 lashkar-i Tamā）の派遣が決定された。これはホラズム・シャー朝のジャラールッディーンがインドからイラン高原に帰還したとの情報を受けたもので、1229年に第2代モンゴル皇帝となったオゴデイはチョルマグンに4つの万戸隊を授け、チョルマグン率いるタマ軍はこの年にアムダリヤ川を渡ってイラン入りした。バイジュは当初、チョルマグン直下の千戸長であったが、後に4つあった万戸隊のうち第1万戸隊の万戸長になった。
1243年、オゴデイの崩御でモンゴル帝国中央が動揺していた時期に、チョルマグン麾下のイラン鎮戍軍はイラン北西部のアーザルバーイジャーン地方からさらに西に進み、カイホスロー2世率いるルーム・セルジューク朝軍と交戦してこれを敗北させた。このキョセ・ダグの戦いによってルーム・セルジューク朝はモンゴル軍に降服し、同王朝は以降モンゴル帝国に臣従することになった。この時、キョセ・ダグの戦いでの戦闘でイラン鎮戍軍全体を直接指揮していたのが、バイジュであった。チョルマグンからバイジュにイラン鎮戍軍の指揮権が移行したのはいつごろだったかについては『世界征服者史』『集史』には明確な年次が記されていないが、ガンジャケツィのキラコス（en）による『アルメニア史』によると、キョセ・ダグの戦いより2年ほど前、アルメニア暦691年（1241年）初めに、イラン方面にいたモンゴル軍諸将に対して発したカアンの勅書によって、唖者となったチョルマグンに代わりバイジュ・ノヤンがその後任となったという。ルーム・セルジューク朝の敗北によって、周辺のグルジア王国やキリキア・アルメニア王国も臣従し、その対処はイラン鎮戍軍とイラン総督府に任されていたようである。
1247年初夏、バイジュが大アルメニアのスィスィアンに駐営中に、ローマ教皇インノケンティウス4世の書簡を携えて来たドミニコ会修道士アンセルムス（またはアスケリヌス）ら教皇使節が到着した。しかし、教皇使節たちの尊大な態度に立腹したバイジュは使節との面会を拒絶し、後述のように書簡の返書のみを渡して追い返している。
1246年にドレゲネの監国を経てオゴデイを継いでその長男のグユクが第3代モンゴル皇帝に即位したが、イラン鎮戍軍の指揮権は1247年にモンゴル高原から派遣されて来たグユクの近臣イルチギタイに任された。このため、バイジュは指揮権を一時失っていたようである。グユク没後のオグルガイミシュ監国時代も、引き続きイラン方面の支配はイルチギタイが掌握していた。
1251年にトルイ家のモンケが第4代モンゴル皇帝に即位すると、イルチギタイはモンケ暗殺計画に与したとして処刑され、バイジュは再びイラン鎮戍軍の指揮権を取り戻した。その後、クリルタイの決定によってモンケの皇弟フレグの西征軍が派遣され、バイジュ麾下のイラン鎮戍軍は、イラン総督アルグン・アカやイラン周辺のモンゴルに帰順した諸政権、北インドのカシミール鎮戍軍などの諸軍とともにフレグの指揮下に置かれた。クリルタイの決定では、チョルマグン以来のイラン鎮戍軍とそれを率いるバイジュにはルーム（アナトリア）地方へのさらなる派遣が決められていたようである。

### フレグ西征軍でのバイジュ
1256年1月8日に、フレグがアムダリヤ川を渡ってイラン入りした時、出迎えを行ったのはイラン総督アルグンらであり、バイジュはルーム地方にいて出迎えに参加していなかったようである。バイジュがフレグのもとに接見したのは、アラムートなどのニザール派の城塞群が陥落した後、1257年3月末にカズヴィーン近郊に到着した時期で、『集史』フレグ・ハン紀によると、この時フレグはバイジュに対して、チョルマグンの派遣以降の緩慢な征服のため、却ってバグダードのアッバース朝カリフの権威を増大させただけであったと、イラン鎮戍軍におけるバイジュの怠慢を叱責したという。バイジュはバグダードへの征服は都市の人口の多さや軍隊、武装の多さに加え、バグダードまでの街道は峻険な山道を多く通り、さらには征服を実行するだけの人員や兵站の不足などから実行不可能であったと釈明した。フレグはこれを聞いて怒りを和らげ、来たるバグダード征服への参加と今後予定されるフランスやイングランドなどヨーロッパ遠征への従軍をも命じている。
これ以降、バイジュはスンジャク・ノヤンやスニタイ・ノヤンなどフレグ幕下の諸将とともに、バグダードの戦いに向けてのザグロス山中やイラク方面の諸都市の征服に従っている。バグダードの戦いではフレグを本営とする中軍、左翼軍はキトブカやイルゲイ・ノヤンなどが担当し、バイジュ・ノヤン率いる諸軍はフレグ西征軍に従軍していたジョチ・ウルスの王族たちやスニタイ・ノヤンなどとともに右翼軍に配された。
バグダード包囲では、1258年1月23日、先鋒としてバイジュ、ブカ・テムル、スンジャクが最初にチグリス川を渡ってをバグダードの西対岸地域に陣取った。当時フレグのケシクの長でもあったスンジャク・ノヤンはバイジュとその軍に、バグダードに対するチグリス西岸の部隊の前衛とるように要請した。フレグがバグダード市街の東に陣取り、本格的な戦闘が開始されると、バイジュはバグダード周辺での戦闘では、主にチグリス西岸でブカ・テムルやスンジャクとともに行動しカリフ軍と戦っている。

### バイジュの死について
バグダードの征服が完了した後、フレグはヒジュラ暦657年ラマダーン月22日（1259年9月19日）にシリア（シャーム）遠征に出立した。この時、『集史』フレグ・ハン紀によると、シクトル・ノヤンとバイジュを右翼軍に、スンジャク・ノヤンらを左翼軍に配し、フレグ自身は中軍としていたという。これ以降、『集史』フレグ・ハン紀にはバイジュの記述が無くなり、他資料でもおおよそこの時期からバイジュの記述が途絶えている。『集史』ベスト部族誌によると、バイジュはルーム地方での戦功を誇り、「私こそがルームを服従させたのだ」と吹聴して鼻にかけていたため、フレグは彼を召喚し、ヤサの規定に従って有罪として処刑したという。
また、ベスト部族誌によれば、バイジュの処刑後、彼の財産のうち半分は没収し、バイジュ麾下の万戸隊は、皇帝モンケの勅令（ヤルリク）によって、チョルマグンの息子のシレムンが支配し、バイジュの息子のアダク（اداك Adāk）は千戸隊を支配する事になったという。シレムンは1270年まで存命し、アダクはそのシレムンの後任として万戸長になった事が記録されている。アダクはバグダード包囲にも参加し、続くベルケとの戦闘にも加わっており、恐らくアルグン時代まで存命し、チョルマグン以来のイラン鎮戍軍起源の万戸隊を率いていたようである。
西方で活躍した武将であるため、中国正史の『元史』には伝は立てられていない。

## バイジュ・ノヤンとローマ教皇使節

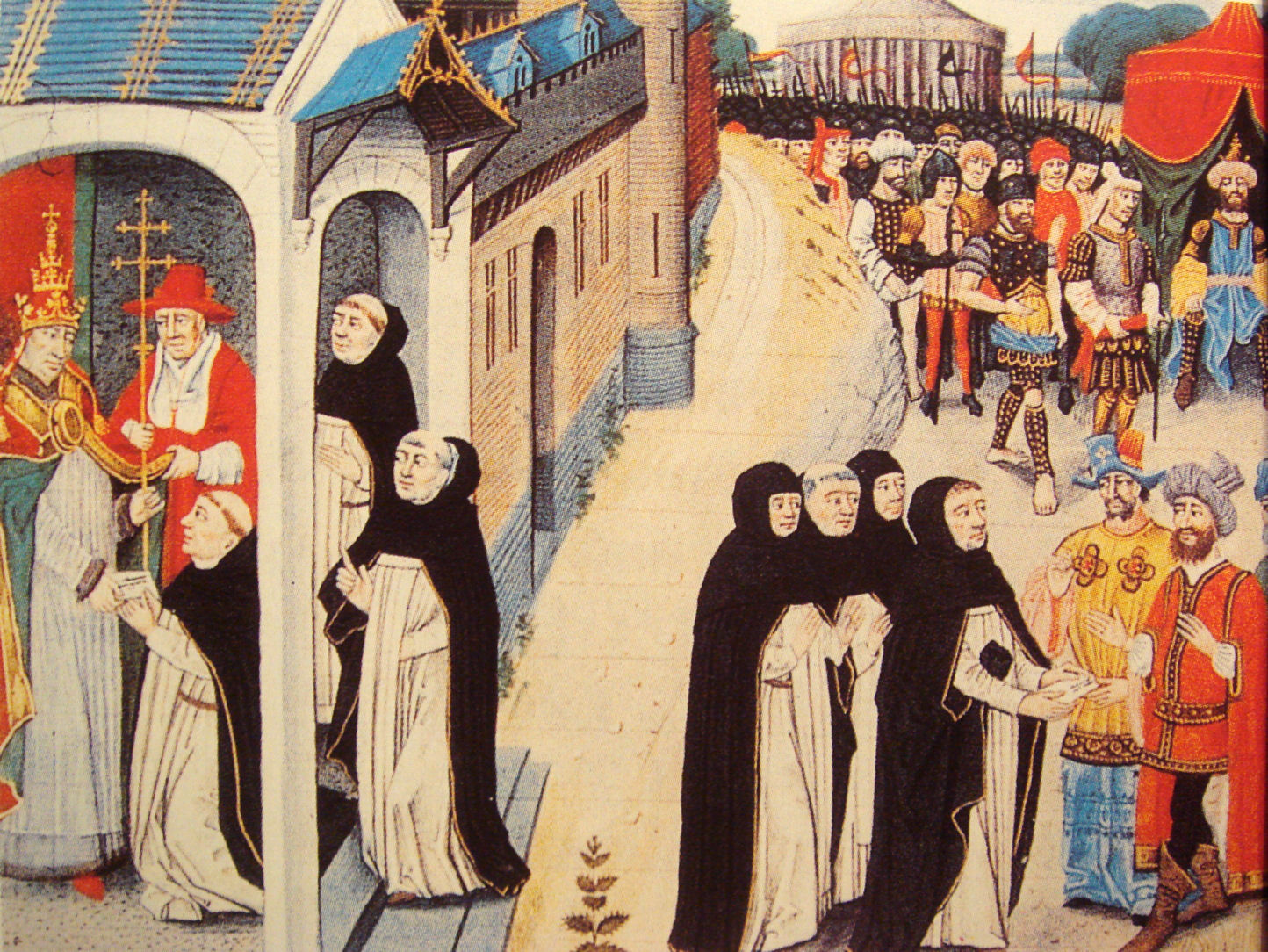
画面左側でロンバルディアのアスケリヌスが教皇インノケンティウス4世より書簡を託され、画面右側ではバイジュ率いるモンゴル軍側に書簡を手渡している。（フランスの写本制作者 David Aubert によって1462年に書写された Chronique des Empereurs より）

1245年、ローマ教皇インノケンティウス4世の命によって派遣されたパリのドミニコ修道会修道士アンセルムス（またはロンバルディアのアスケリヌス）、シモンら4人の使節が1247年にモンゴル帝国領となっていたアルメニアに到着した。この時にバイジュは大アルメニアのスィスィアンに幕営しており、アンセルムスらは教皇使節として、ヨーロッパへの劫掠を行わないように要求する教皇からの書簡を手交した。アンセルムスらはさらに教皇使節としてバイジュとの会見を求めたが、アンセルムスらは教皇の優越性を説きモンゴルを蔑視する横柄な態度を示したため、応対したモンゴル将校たちは強く反発し彼らの面会を拒否した。モンゴル側は当時のモンゴル宮廷での面接の作法として、モンゴル王侯への献上品の差出しと3度の跪拝を要求したが、アンセルムら使節団はこれを拒否したため、書簡の返答を得るのに9週間現地に留まり交渉することになった。この使節団に同行して記録を残したサンカタンのシモン（:en）によると、バイジュは修道士たちの言動に立腹し3度使節団を殺害するように命令した、という。使節団はバイジュに面会することなく教皇からの書簡に対する返書のみ与えられて追い返されたが、この使節団が持ち帰ったバイジュからの返書によると、バイジュは返書冒頭で教皇に対して使節団の尊大な態度に、このように話す事を教皇が命じたのかあるいは彼らの独断なのかと問い質している。使節団は彼を「Bayothnoy（バヨスノイ）」の名で記している。
この応対を受けて、後にルイ9世のもとを訪れたエルジギデイから派遣された使者は「かつてバコン（＝バイジュ）は我々の使節を何故冷遇したのか」について聞かれ、「バコンがムスリムの顧問団を抱えていたからである」と回答している。ただし、この使者が本当にモンゴル帝国から派遣された使者であるか疑問視されており、「使者の冷週はキリスト教徒とムスリムの宗教的対立に起因する」という回答も当時のモンゴルの慣例からして事実か疑わしい。

## バイジュが参加した戦争・戦闘

### 参加した戦争
- モンゴル帝国のアナトリア侵攻

### 参加した戦闘
- キョセ・ダーの戦い
- バグダードの戦い